# Lock Me In
"Lock Me In" (em português: Prende-me) é a canção que representou a Geórgia no Festival Eurovisão da Canção 2022 que teve lugar em Turim. A canção foi selecionada através de uma seleção interna. Na semifinal do dia 12 de maio, a canção não constou de entre os dez qualificados, pois terminou a semifinal em 18º e último lugar com 22 pontos.